# Hans von Ohain
Hans Joachim Pabst von Ohain (Dessau, 14 dicembre 1911 – Melbourne, 13 marzo 1998) è stato un ingegnere aeronautico tedesco, uno degli inventori della propulsione a getto.
Von Ohain progettò autonomamente il primo motore a reazione funzionante della storia e fu il primo ad equipaggiarne un aereo. Sebbene nessuno dei suoi progetti venne mai prodotto in serie, i contributi dati allo sviluppo dei motori a reazione in Germania furono fondamentali. Dopo la fine della seconda guerra mondiale riuscì a conoscere il suo omologo britannico, Frank Whittle, e tra i due nacque una buona amicizia.

## I primi anni di vita e lo sviluppo del motore a getto
Nato a Dessau, in Germania, conseguì un dottorato in fisica ed aerodinamica presso l'Università di Gottinga, uno dei maggiori centri per la ricerca aeronautica. Durante i suoi studi, nel 1933, ideò "un motore che non richiede l'uso di un'elica". Dopo aver ricevuto la laurea nel 1935, von Ohain divenne l'assistente di Robert Wichard Pohl, l'allora direttore dell'Istituto di fisica dell'Università.
Nel 1936, mentre lavorava per Pohl, von Ohain brevettò la sua versione di motore a reazione, il progetto e tutte le apparecchiature per realizzarlo. Diversamente dai disegni di Frank Whittle, il motore progettato da von Ohain utilizzava un compressore centrifugo ed una turbina posti molto vicini tra loro, "spalla a spalla", coi tubi dei bruciatori avvolti attorno all'insieme. Ne risultò un motore dal diametro maggiore di quello di Whittle anche se molto più corto lungo l'asse di spinta.
Mentre lavorava presso l'Università, von Ohain spesso portava le sue auto sportive in una locale officina meccanica, la "Bartles e Becker". Qui conobbe un ingegnoso meccanico automobilistico, Max Hahn, che gli propose di sviluppare un modello del suo motore per il costo di circa 1.000 DM. Quando il motore venne completato venne trasportato all'Università per i collaudi ma presentò gravi problemi di stabilità di combustione. Frequentemente il carburante non bruciava nelle camere di combustione e passava attraverso la turbina, dove prendeva fuoco lanciando getti di fiamme dall'ugello e surriscaldando il motore elettrico del compressore.

## Heinkel
Nel febbraio del 1936, Pohl scrisse ad Ernst Heinkel a nome di von Ohain informandolo sulle opportunità offerte dal suo progetto. Heinkel, incuriosito, decise così di organizzare un incontro richiedendo la presenza dei suoi ingegneri. Questi incalzarono von Ohain per ore con le loro domande, alle quali lui ribadì con determinazione spiegando che, pur essendo il suo motore ancora un prototipo in quel momento non in grado di funzionare, non vi era nulla di errato nei concetti utilizzati per realizzarlo. Gli ingegneri della Heinkel si ritennero soddisfatti delle spiegazioni fornite e in aprile von Ohain e Hahn furono invitati a sviluppare il motore nello stabilimento Heinkel presso l'aeroporto di Marienhe nei dintorni di Rostock, nel Warnemünde, in Germania.
Innanzitutto furono fatti attenti studi sul flusso d'aria che interessava il motore i quali si concretizzarono in un complessivo miglioramento in soli due mesi.
La soddisfazione per il lavoro svolto era tale che lo staff tecnico decise di passare ad una fase successiva del progetto, costruendo un motore completamente nuovo che incorporava tutte le migliorie applicate precedentemente cambiando inoltre l'originale carburante con l'idrogeno.
Il nuovo propulsore, denominato Heinkel-Strahltriebwerk 1 (HeS 1) (Heinkel-MotoreAGetto 1 in tedesco), venne realizzato con la collaborazione dei più esperti addetti alle macchine utensili dell'azienda, scelti uno ad uno, tra il grande disappunto dei supervisori della produzione corrente che si vedevano privati dei loro elementi migliori.
Hahn nel frattempo si era dedicato alla risoluzione dei problemi legati alla combustione, area in cui stava maturando una grande esperienza. Il motore così realizzato si rivelò estremamente semplice, composto in gran parte di lamiera.
La costruzione, iniziata nell'estate del 1936, venne completata nel 1937. Due settimane più tardi, pur riscontrando un problema di notevole surriscaldamento del metallo utilizzato per la sua costruzione, risultava funzionante e le prove poterono essere considerate un pieno successo. In settembre vennero sostituiti i combustori per poter utilizzare per la prima volta benzina. Il nuovo carburante però causava ingolfamento nei bruciatori per cui Hahn disegnò una nuova versione basata sulla sua fiamma ossidrica, che ne migliorò sensibilmente il funzionamento. Anche se questa nuova versione non era stata concepita per essere utilizzata su un velivolo dimostrò al di là di ogni dubbio che il concetto di base era praticabile.

Spaccato di un turbogetto Heinkel HeS 3.

Mentre procedeva lo sviluppo sul HeS 1, lo staff era già passato alla progettazione del motore che per primo era stato espressamente concepito per equipaggiare un velivolo, l'HeS 3. Le principali differenze stavano nell'utilizzo di un compressore ed una turbina costruiti per fresatura da metallo in blocco, sostituendo le parti ricavate direttamente nella sottile struttura metallica che racchiudeva il motore precedente. Inoltre le componenti erano state studiate per ridurre la sezione del motore alloggiando le camere di combustione nello spazio, appositamente allargato, collocato fra compressore e turbina. Il disegno originale dimostrò infatti di avere la sezione della turbina semplicemente troppo piccola per poter lavorare con la necessaria efficienza ma ogni incremento delle dimensioni della turbina faceva sì che i bruciatori non potessero più sistemarsi correttamente nello spazio a disposizione.
Venne promosso un nuovo sviluppo, l'HeS 3b, nel quale furono spostati i combustori al di fuori dello spazio fra turbina e compressore e ne venne modificata la forma così da consentire di alloggiare il punto più largo dei combustori davanti al bordo esterno del compressore. Nel 3b l'aria compressa veniva reindirizzata alle camere di combustione, quindi l'aria ora surriscaldata affluiva all'indietro dentro l'imbocco della turbina.
Pur non avendo le stesse contenute dimensioni dell'originale HeS 3, il 3b risultava essere comunque sufficientemente compatto.
Il 3b funzionò per la prima volta nel luglio 1939 (alcune fonti affermano in maggio); fu collaudato in volo grazie all'applicazione sulla parte ventrale della fusoliera di un Heinkel He 118, il prototipo di un bombardiere in picchiata.

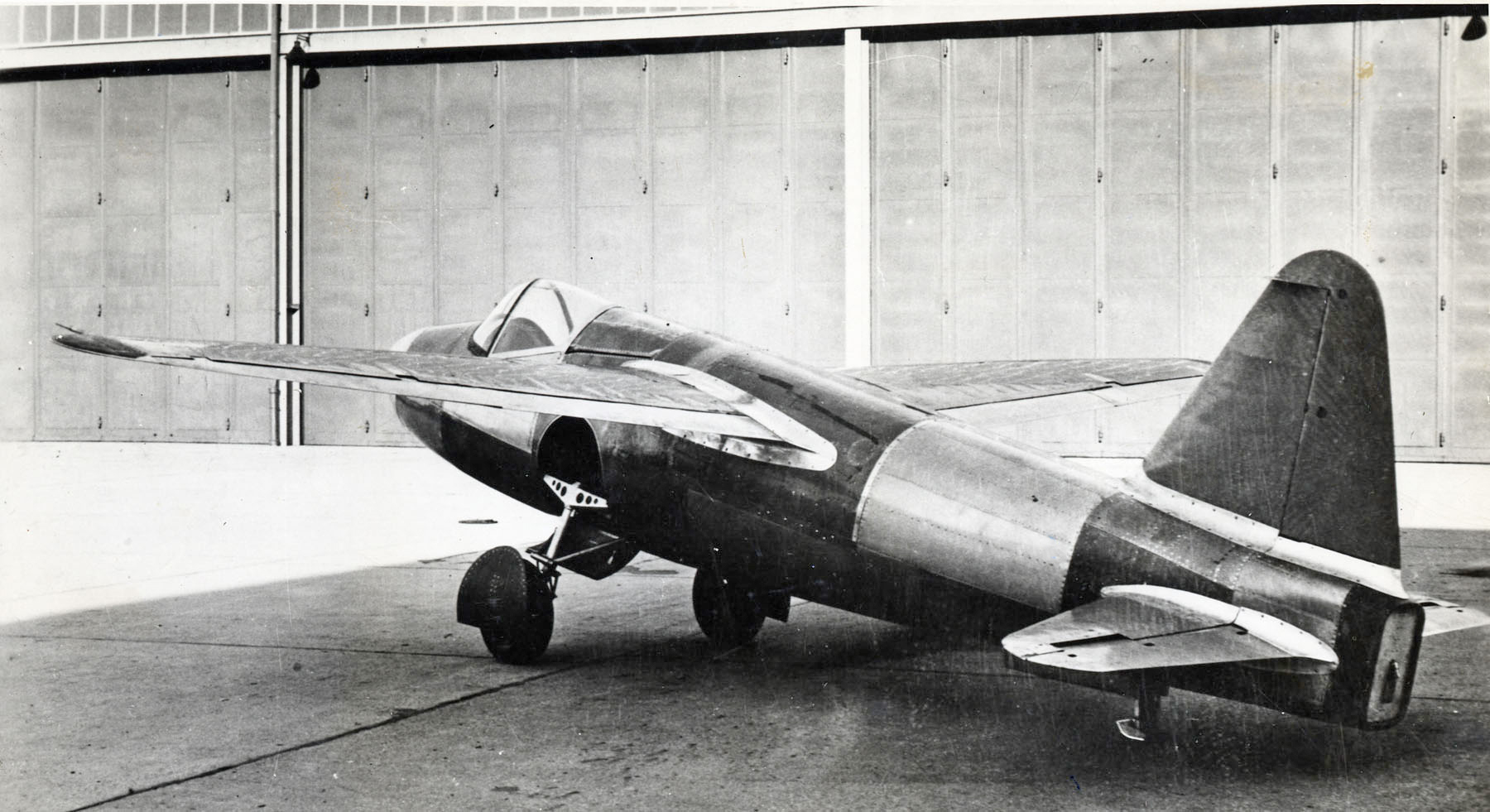
Vista posteriore sinistra dell'Heinkel He 178

Dopo che il primo esemplare del 3b bruciò, ne venne realizzato un secondo terminato in concomitanza del termine della costruzione di un nuovo velivolo sperimentale, l'Heinkel He 178, progettato espressamente per essere equipaggiato dal motore di von Ohain e che il 27 agosto 1939 divenne il primo velivolo a reazione a staccarsi da terra con ai comandi il pilota collaudatore Erich Warsitz.
Il successo conseguito permise di chiudere la prima fase avviata nel 1933 con il primo brevetto e di avviarsi ad un ulteriore sviluppo del concetto. La pianificata realizzazione di motori di maggiori dimensioni e prestazioni ebbe subito inizio. Il primo, denominato HeS 6, non era altro che una copia ingrandita dell'HeS 3b, mentre il successivo, l'HeS 8A era il risultato dell'ottimizzazione delle singole componenti e della razionalizzazione della posizione delle stesse.
Quest'ultimo era caratterizzato dalla separazione della turbina dal compressore, i quali erano collegati tra loro tramite un lungo albero, e dall'adozione di una singola camera di combustione anulare posta tra loro in sostituzione dei bruciatori separati. L'HeS 8 era stato concepito per essere utilizzato sul prototipo del nuovo caccia Heinkel He 280, ma lo sviluppo della parte strutturale del velivolo, molto più veloce della messa a punto dei motori, obbligò lo staff dei progettisti a continuare i test trainando il velivolo come un aliante. Il primo HeS 8 pronto per il volo venne installato a fine marzo del 1941, il primo volo autonomo dell'Hs 280 venne effettuato il 2 aprile. Tre giorni più tardi venne organizzata la presentazione ufficiale alla quale vennero invitati a presenziare funzionari del Reichsluftfahrtministerium (RLM) ed ufficiali Luftwaffe, i quali rimasero positivamente impressionati ed approvarono lo stanziamento di fondi per proseguire il progetto.
Da questo momento in Germania furono progettati un buon numero di turbogetti. Heinkel era così convinto della validità del progetto che assunse dalla Junkers Adolph Müller, progettista di un motore dotato di compressore assiale, ribattezzato Heinkel HeS 30. Müller aveva lasciato la Junkers dopo che questa aveva acquisito la Junkers Motoren, che stava sviluppando un proprio motore, lo Junkers Jumo 004.
Parallelamente anche la BMW stava facendo progressi col progetto BMW 003.
All'inizio del 1942 l'HeS 8, al quale intanto era stata assegnata la denominazione ufficiale di 109-001 (HeS 001), continuava ad avere ancora problemi tecnici, al contrario lo sviluppo del Müller HeS 30, denominato ufficialmente 109-006 (HeS 006), che procedeva molto più rapidamente. Tuttavia a quella data gli unici che avrebbero potuto equipaggiare realmente un velivolo di serie erano solamente lo Jumo 004 ed il BMW 003. Nei primi mesi del 1942 il direttore del settore di ricerca dell'RLM, Helmut Schelp, rifiutò di concedere un ulteriore finanziamento al progetto ordinando ad Heinkel di lavorare ad un nuovo progetto da lui favorito, al quale sarebbe stata assegnata la denominazione di Heinkel HeS 011. Anche se quest'ultimo divenne il primo a dare buoni risultati tra i motori di seconda generazione dell'era Schelp, a causa della fine del conflitto rimase solo alla fase progettuale. Lo sviluppo sull'HeS 8 continuò ancora per qualche tempo prima di essere definitivamente abbandonato nella primavera del 1943.

## Dopo la guerra

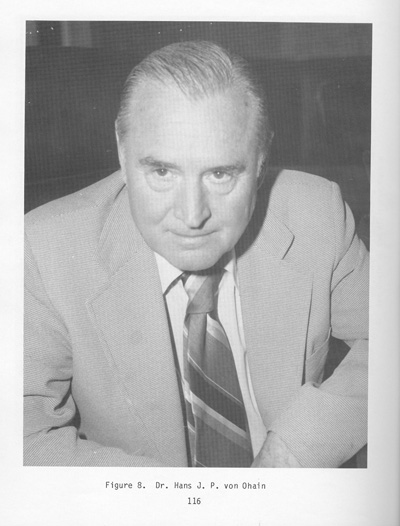
von Ohain negli Stati Uniti.

Nel 1947 von Ohain venne trasferito negli Stati Uniti durante lo svolgimento dell'operazione Paperclip volta ad assicurarsi il maggior numero di scienziati della Germania nazista. Una volta in territorio statunitense andò a lavorare per l'USAF alla base aerea di Wright-Patterson.
Nel 1956 divenne direttore dell'Air Force Aeronautical Research Laboratory, il dipartimento per la ricerca in campo aeronautico dell'USAF, quindi, dal 1975, Chief Scientist dell'Aero Propulsion Laboratory.
Durante il periodo di permanenza alla base aerea di Wright-Patterson, von Ohain continuò a fare ricerche su diversi progetti personali. Successivamente, nei primi anni sessanta, contribuì sensibilmente alla progettazione di un modello di razzo termico nucleare con nucleo a combustibile gassoso in grado di trattenere al suo interno il combustibile nucleare espellendo al contempo il fluido di lavoro in modo da generare una spinta.
La tecnologia sviluppata a questo scopo venne poi utilizzata anche per una serie di applicazioni non aeronautiche come centrifughe e pompe. Von Ohain più tardi avrebbe usato tecniche basate sullo scambio del momento angolare tra due masse di aria che scorrono secondo flussi concentrici per creare un affascinante motore a getto senza parti in movimento, nel quale l'aria che lo attraversa crea autonomamente un vortice stabile che sostituisce la funzione del compressore.
Questo interesse sul movimento dei fluidi spinse von Ohain anche verso la ricerca nella magnetoidrodinamica per la generazione di energia, scoprendo che era possibile utilizzare i gas caldi prodotti dagli impianti a carbone estraendo energia (e non calore) dalla loro velocità in uscita dalle camere di combustione, permettendone successivamente comunque l'impiego in un convenzionale generatore con turbina a vapore. Facendo così era possibile sfruttare ulteriormente l'energia ottenibile dal carbone, innalzando l'efficienza di tutto l'impianto. Sfortunatamente il progetto doveva scontrarsi con la difficoltà nel reperire il materiale di costruzione che avesse le adatte caratteristiche, ovvero elementi diamagnetici in grado di sopportare le alte temperature e le interazioni chimiche alle quali dovevano essere sottoposti.
Un'altra intuizione di von Ohain portò alla progettazione di un'"Ala Jet", una soluzione che vedeva il flusso d'aria in uscita dal compressore distribuito a scarichi sovradimensionati posizionati sulle ali al fine di fornire la necessaria energia per il decollo nei velivoli VTOL. Per effetto Venturi un piccolo flusso ad alta pressione convogliato richiamava una quantità assai maggiore di aria con un conseguente aumento di spinta. Questo concetto venne utilizzato nel velivolo sperimentale Rockwell XFV-12 anche se l'interesse commerciale nei confronti dei velivoli VTOL si spense velocemente.
Nel corso della sua carriera a von Ohain vennero assegnati numerosi riconoscimenti in ambito ingegneristico e manageriale, tra gli altri l'"AIAA Goddard Award", l'"U.S. Air Force Exceptional Civilian Service Award", il "Systems Command Award for Exceptional Civilian Service", l'"Eugene M. Zuckert Management Award", l'"Air Force Special Achievement Award", e poco prima della pensione, la "Citation of Honor". Nel 1991 von Ohain e Whittle si aggiudicarono contemporaneamente il Charles Stark Draper Prize attribuito loro per la creazione dei motori turbogetto.
Von Ohain lasciò Wright-Patterson Base nel 1979 accettando comunque l'incarico di professore associato presso la vicina università di Dayton. Si trasferì, infine, a Melbourne, in Florida, dove passò gli ultimi anni assieme alla moglie Hanny, fino al sopraggiungere della morte avvenuta il 13 marzo 1998 lasciando, oltre la moglie, quattro figli.